# Eupithecia turkmena
Eupithecia turkmena là một loài bướm đêm trong họ Geometridae.